# Woźnawieś
Woźnawieś [vɔʑˈnavjɛɕ] est un village polonais de la gmina de Rajgród dans le powiat de Grajewo et dans la voïvodie de Podlachie. Il se situe à environ 9 kilomètres au sud-est de Rajgród, à 21 kilomètres à l'est de Grajewo et à 67 kilomètres au nord-ouest de Białystok. 